# Футбол на летних Олимпийских играх 2008 (мужчины)
В мужском турнире по футболу на летних Олимпийских игр 2008 приняли участие 16 команд. Участвовали специальные олимпийские сборные, состоящие из 18 игроков, из которых 15 должны быть рождены позже 1 января 1985 года, а также в составе должно быть не менее двух вратарей. Соревнования прошли с 7 по 23 августа, причём начались они за день до официального открытия Игр. Впервые приняли участие Кот-д’Ивуар, Новая Зеландия и Сербия.

## Медалисты
| Золото | Серебро | Бронза |
| Аргентина Серхио Агуэро · Лаутаро Акоста · Эвер Банега · Диего Буонанотте · Фернандо Гаго · Эсекьель Гарай · Эсекьель Лавесси · Анхель Ди Мария · Хавьер Маскерано · Лионель Месси · Фабиан Монсон · Николас Пареха · Хуан Роман Рикельме · Серхио Ромеро · Пабло Сабалета · Хосе Эрнесто Соса · Оскар Устари · Федерико Фасио | Нигерия Деле Аделейе · Олубайо Адефеми · Олувафеми Аджилоре · Эфе Амброуз · Виктор Аничебе · Оньекачи Апам · Эмбруз Ванзекин · Мандей Джеймс · Айзек Промис · Сани Кейта · Виктор Нсофор Обинна · Чинеду Обаси · Питер Одемвингие · Чибузор Оконкво · Соломон Окоронкво · Тайе Тайво · Икечукву Эзенва · Эммануэль Экпо | Бразилия Андерсон · Брено Боржес · Жо · Илсиньо · Диего Алвес · Диего · Лукас Лейва · Марсело · Тьяго Невис · Алешандре Пато · Рафинья · Роналдиньо · Рамирес · Алекс Силва · Тиаго Силва · Ренан Брито Соарес · Рафаэл Собис · Эрнанес |

## Квалификация

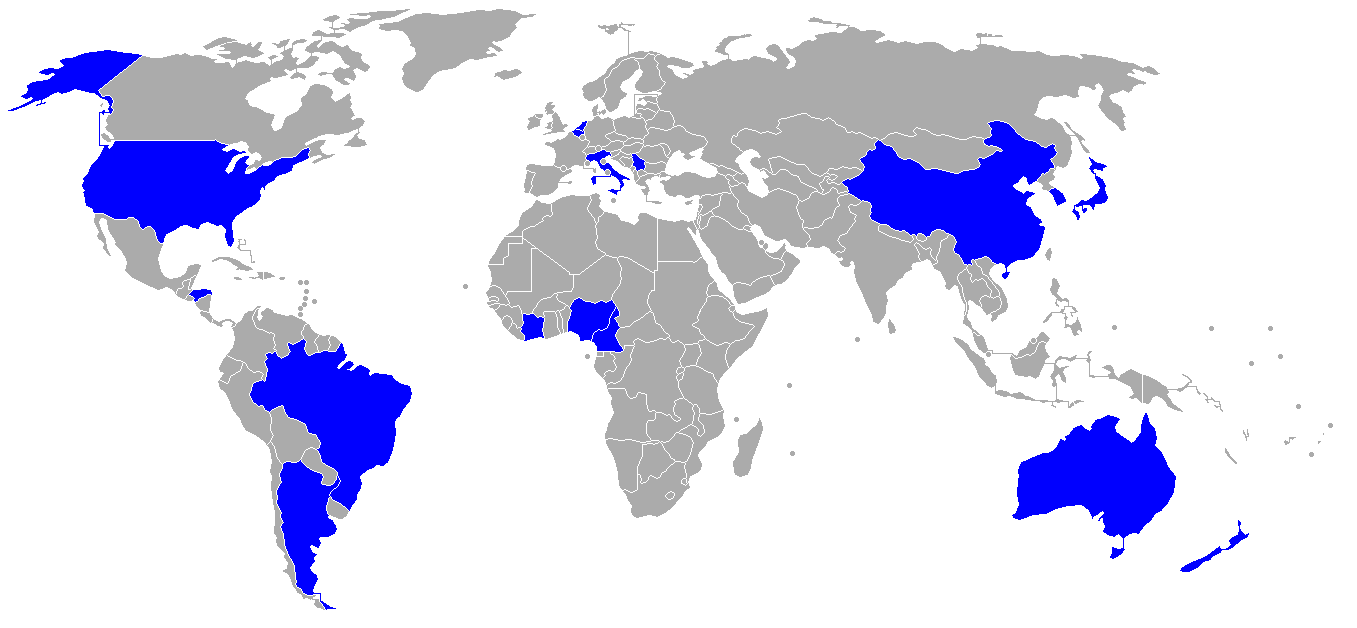
Страны-участницы мужского турнира

| Турнир                                               | Дата                            | Место проведения | Места | Команды                           |
| ---------------------------------------------------- | ------------------------------- | ---------------- | ----- | --------------------------------- |
| Принимающая сторона                                  | —                               | —                | 1     | Китай                             |
| Отборочный турнир Азии                               | 7 февраля — 21 ноября 2007      | —                | 3     | Австралия Республика Корея Япония |
| Отборочный турнир Африки                             | 1 сентября 2006 — 26 марта 2008 | —                | 3     | Камерун Кот-д’Ивуар Нигерия       |
| Отборочный турнир КОНКАКАФ                           | 11 августа 2007 — 23 марта 2008 | США              | 2     | Гондурас США                      |
| Чемпионат Южной Америки среди молодёжных команд 2007 | 7 января — 28 января 2007       | Парагвай         | 2     | Бразилия Аргентина                |
| Отборочный турнир Океании                            | 1 марта — 9 марта 2008          | Фиджи            | 1     | Новая Зеландия                    |
| Чемпионат Европы среди молодёжных команд 2007        | 10 июня — 23 июня 2007          | Нидерланды       | 4     | Нидерланды Сербия Бельгия Италия  |
| Всего                                                |                                 |                  | 16    |                                   |

## Составы команд
Согласно правилам олимпийского турнира, в мужском соревновании по футболу участвуют специальные олимпийские сборные, состоящие из 18 игроков, из которых 15 должны быть рождены не раньше 1 января 1985 года. Также в составе должно быть не менее двух вратарей.